# Trần Đức (diễn viên)
Trần Đức (sinh năm 1954) là một nam diễn viên kịch và diễn viên truyền hình người Việt Nam. Ông được Nhà nước Việt Nam phong danh hiệu Nghệ sĩ nhân dân.

## Tiểu sử
Trần Đức sinh năm 1954 tại Hà Nội trong một gia đình không có ai theo đuổi nghệ thuật.
 Xuất phát từ kịch nói, sau đó ông tham gia những bộ phim truyền hình giờ vàng đình đám như Sống chung với mẹ chồng, Tình yêu và tham vọng, Chạy án, Nhà trọ Balanha.
Trần Đức có vợ là giảng viên âm nhạc Tuyết Mai. Con trai ông là Trần Hoàng cũng nối nghiệp bố làm đạo diễn, diễn viên, biên kịch.

## Phim đã tham gia

### Điện ảnh
| Năm  | Tựa phim    | Vai diễn | Đạo diễn                  | Nguồn |
| ---- | ----------- | -------- | ------------------------- | ----- |
| 1988 | Hoang tưởng | Lương    | Nguyễn Anh Thái; Văn Xuân |       |

### Truyền hình
| Năm  | Tựa phim                            | Vai diễn                     | Đạo diễn                                       | Kênh    | Nguồn |
| ---- | ----------------------------------- | ---------------------------- | ---------------------------------------------- | ------- | ----- |
| 1995 | Khúc nhạc tuổi thơ                  |                              | Nguyễn Thế Hồng                                | VTV1    |       |
| 1996 | Giấc mơ hoa                         | Lê Trác Việt                 | Nguyễn Anh Thái                                | H1      |       |
| 1996 | Nàng kiều trúng số                  |                              | Lê Đức Tiến                                    | H1      |       |
| 1997 | Người năm ấy của mẹ                 | Hùng                         | Nguyễn Hữu Phần                                | VTV3    |       |
| 1997 | 5 ngày làm thượng đế                |                              | Đỗ Trí Hùng                                    | VTV3    |       |
| 1997 | Tình nghĩa vợ chồng                 |                              | Nguyễn Hữu Luyện                               | H1      |       |
| 1998 | Dòng trong dòng đục                 | Ông Mạnh                     | Nguyễn Thế Hồng                                | VTV3    |       |
| 1998 | Đón khách                           | Giám đốc Lotomex             | Đỗ Minh Tuấn                                   | VTV1    |       |
| 1998 | Người nối dõi                       | Bố Cường                     | Đỗ Thanh Hải                                   | VTV3    |       |
| 1998 | Bên kia sông                        |                              | Cao Mạnh                                       | H1      |       |
| 1998 | Chuyện nhà Mộc                      |                              | Trần Lực                                       | VTV3    |       |
| 1998 | Mây mưa mau tạnh                    | Hòa                          | Vũ Trường Khoa                                 | VTV3    |       |
| 1998 | Giọt nắng cuối chiều                | Tổng biên tập                | Nguyễn Hinh Anh                                | VTV3    |       |
| 1999 | Tiếng xưa                           |                              | Nguyễn Hữu Luyện                               | VTV3    |       |
| 1999 | Cầu thang nhà A6                    |                              | Nguyễn Hữu Luyện                               | VTV3    |       |
| 1999 | Đội đặc nhiệm nhà C21               | Bố Sơn "sọ"                  | Vũ Hồng Sơn                                    | VTV3    |       |
| 1999 | Ranh giới mong manh                 |                              | Vũ Minh Trí                                    | VTV3    |       |
| 1999 | Bi kịch màu trắng                   | Bố Long                      | Cao Mạnh                                       | H1      |       |
| 2000 | Quà năm mới                         | Bố Hằng                      | Nguyễn Danh Dũng                               | VTV3    |       |
| 2000 | Công ty co dãn mênh mông            |                              | Đỗ Minh Tuấn                                   | VTV3    |       |
| 2000 | Dòng sông chảy xiết                 | Bố Lâm                       | Bùi Huy Thuần                                  | VTV3    |       |
| 2000 | Ngàn năm mây trắng                  |                              | Nguyễn Khải Hưng                               | VTV3    |       |
| 2002 | Báo động                            |                              | Văn Anh Đáng                                   | VTV3    |       |
| 2002 | Không gian đa chiều                 | Hoàng                        | Bùi Huy Thuần                                  | VTV3    |       |
| 2002 | Cổ cồn trắng                        | Cheng                        | Trần Hoài Sơn                                  | VTV3    |       |
| 2003 | Cổ cồn trắng (phần 2)               | Cheng                        | Vũ Minh Trí                                    | VTV3    |       |
| 2004 | Vẫn còn đó tình yêu                 | Bác sĩ Hùng                  | Trần Lực                                       | VTV3    |       |
| 2004 | Thế giới không đàn bà               | Mã Sinh                      | Vũ Minh Trí                                    | VTV3    |       |
| 2004 | Lời thề cỏ non                      |                              | Hoàng Lâm                                      | VTV1    |       |
| 2005 | Chuyện phố phường                   | Henry Nguyễn                 | Phạm Thanh Phong - Nguyễn Danh Dũng            | VTV1    |       |
| 2005 | Phi đội chuồn chuồn                 | Ông Tính                     | Vũ Minh Trí                                    | VTV1    |       |
| 2005 | Minh nguyệt                         | Vũ Hồng Khanh                | Nguyễn Hữu Phần                                | VTV3    |       |
| 2006 | Chuyện ở tỉnh lẻ                    | Sinh                         | Đỗ Chí Hướng - Hoàng Lâm                       | VTV1    |       |
| 2006 | Phó tổng giám đốc thời @            | Tổng giám đốc                | Phan Hữu Nguyên                                | VTV3    |       |
| 2006 | Chạy án                             | Trần Đức                     | Vũ Hồng Sơn                                    | VTV1    |       |
| 2008 | Dãy bàn 4 người                     | Bố Hoàng                     | Đào Duy Phúc                                   | VTV3    |       |
| 2008 | Cổ vật                              | Dự Tống                      | Bùi Huy Thuần                                  | VTV1    |       |
| 2009 | Đi qua bóng tối                     | Báu                          | Vũ Minh Trí                                    | VTV1    |       |
| 2009 | Bước nhảy xì tin                    | Ông Ngô                      | Vũ Trường Khoa                                 | VTV3    |       |
| 2010 | Cảnh sát hình sự: Mặt nạ hoàn hảo   | Ông Hồng                     | Nguyễn Tiến Dũng                               | VTV3    |       |
| 2010 | Vệt nắng cuối trời                  | Ông Vương                    | Trần Hoài Sơn                                  | VTV3    |       |
| 2010 | Dịch vụ gỡ rối từ A đến Z           | Ông Lâm                      | Trần Chí Thành - Nguyễn Anh Tuấn               | VTV3    |       |
| 2011 | Đầm lầy bạc                         | Thọ                          | Bùi Quốc Việt                                  | VTV3    |       |
| 2011 | Lời thú nhận của Eva                | Ông Vỹ                       | Nguyễn Mạnh Hà                                 | VTV3    |       |
| 2013 | Giọt nước rơi                       | Ông Phi                      | Bùi Quốc Việt                                  | VTV3    |       |
| 2013 | Tình như chiếc bóng                 |                              | Nguyễn Tiến Thành                              | TodayTV |       |
| 2013 | Chỉ có thể là yêu                   | Bố Long                      | Vũ Minh Trí                                    | VTV3    |       |
| 2013 | Chạm tay vào nỗi nhớ                | Ông Vĩnh                     | Vũ Hồng Sơn                                    | VTV3    |       |
| 2013 | Gái già xì tin                      | Ông Vũ                       | Trần Quang Vinh                                | VTV6    |       |
| 2013 | Thái sư Trần Thủ Độ                 | Phạm Bỉnh Di                 | Đào Duy Phúc                                   | VTV1    |       |
| 2014 | Hoa bay                             | Văn Minh                     | Xuân Sơn - Đăng Khoa                           | HTV9    |       |
| 2017 | Sống chung với mẹ chồng             | Ông Phương                   | Vũ Trường Khoa                                 | VTV1    |       |
| 2017 | Ghét thì yêu thôi                   | Ông Dương                    | Trịnh Lê Phong                                 | VTV3    |       |
| 2017 | Ngược chiều nước mắt                | Quý                          | Vũ Minh Trí                                    | VTV1    |       |
| 2017 | Cả một đời ân oán                   | Ông Hán                      | Trọng Trinh - Vũ Trường Khoa - Bùi Tiến Huy    | VTV3    |       |
| 2018 | Hạnh phúc không có ở cuối con đường | Ông Dương                    | Nguyễn Khải Hưng                               | VTV1    |       |
| 2018 | Yêu thì ghét thôi                   | Ông Dương                    | Trịnh Lê Phong                                 | VTV3    |       |
| 2019 | Người giữ lửa                       | Ông Hoàng                    | Bùi Huy Thuần                                  | VTV8    |       |
| 2019 | Những nhân viên gương mẫu           | Ông Lợi                      | Lê Mạnh - Vũ Trường Khoa                       | VTV1    |       |
| 2020 | Tình yêu và tham vọng               | Ông Thạch                    | Bùi Tiến Huy                                   | VTV3    |       |
| 2020 | Nhà trọ Balanha                     | Ông Trung                    | Nguyễn Khải Anh                                | VTV3    |       |
| 2020 | Lựa chọn số phận                    | Ông Bạch                     | Mai Hồng Phong                                 | VTV1    |       |
| 2020 | Hồ sơ cá sấu                        | Thứ trưởng Dương Hồng Phương | Nguyễn Mai Hiền                                | VTV3    |       |
| 2021 | Hướng dương ngược nắng              | Ông Lâm                      | Vũ Trường Khoa                                 | VTV3    |       |
| 2021 | Mặt nạ gương                        | Ông Johnny Minh Trần         | Bùi Quốc Việt                                  | VTV3    |       |
| 2022 | Thương ngày nắng về                 | Ông Sang                     | Bùi Tiến Huy - Vũ Trường Khoa                  | VTV3    |       |
| 2022 | Đấu trí                             | Lê Tuyên                     | Nguyễn Danh Dũng-Bùi Quốc Viêt-Nguyễn Đức Hiếu | VTV1    |       |
| 2023 | Đừng nói khi yêu                    | Bố Quy và Linh               | Bùi Tiến Huy                                   | VTV3    |       |
| 2023 | Biệt dược đen                       | Ông Hoàng                    | Phạm Gia Phương, Trần Trọng Khôi               | VTV3    |       |
| 2024 | Sống để yêu thương                  | Ông Biên Cương               | Trần Kamy                                      | THVL    |       |